# Super Columbine Massacre RPG!
 (septembre 2009).
Si vous disposez d'ouvrages ou d'articles de référence ou si vous connaissez des sites web de qualité traitant du thème abordé ici, merci de compléter l'article en donnant les références utiles à sa vérifiabilité et en les liant à la section « Notes et références ».
Super Columbine Massacre RPG!, ou SCMRPG, est un jeu vidéo controversé créé par Danny Ledonne et publié en avril 2005. Il s’agit d'un jeu de rôle, basé sur la fusillade du lycée Columbine qui s’est déroulée le 20 avril 1999 près de Littleton dans le Colorado. Le joueur contrôle les deux adolescents Eric Harris et Dylan Klebold lors du massacre. Des flashbacks racontent des bribes de vécus des deux adolescents. L’histoire débute le jour de la fusillade, et se poursuit après le suicide de Harris et Klebold dans des aventures fictives en enfer. Ledonne définit sa création comme un « documentaire électronique interactif ».
Ledonne avait durant de nombreuses années conçu des jeux, mais n’en avait jamais développé en raison de son ignorance en matière de game design et de programmation. Alors lycéen, il est fortement affecté par les évènements de Columbine, ayant été lui-même brutalisé durant des années. S’inspirant de sa propre expérience, il crée Super Columbine Massacre à l’aide du logiciel de développement RPG Maker 2000. Le développement dure six mois, des recherches à la programmation. Le jeu est au départ publié anonymement, jusqu'à ce que l’identité de Ledonne soit révélée un an après. Gratuit, le jeu ne reçoit dans un premier temps que peu d’attention, jusqu’à ce que les médias de masse s’y intéressent.
Super Columbine Massacre a suscité des réactions contradictoires. Le jeu a été condamné pour banaliser les actions de meurtriers et les vies d’innocents ; et encensé comme une œuvre d’art moderne, porteuse d’un profond commentaire social. Il a entraîné un large débat sur le statut du jeu vidéo comme moyen d’expression et sur sa reconnaissance par la société. Ledonne est involontairement devenu un porte-parole du jeu vidéo en tant qu’art émergent.

## Trame

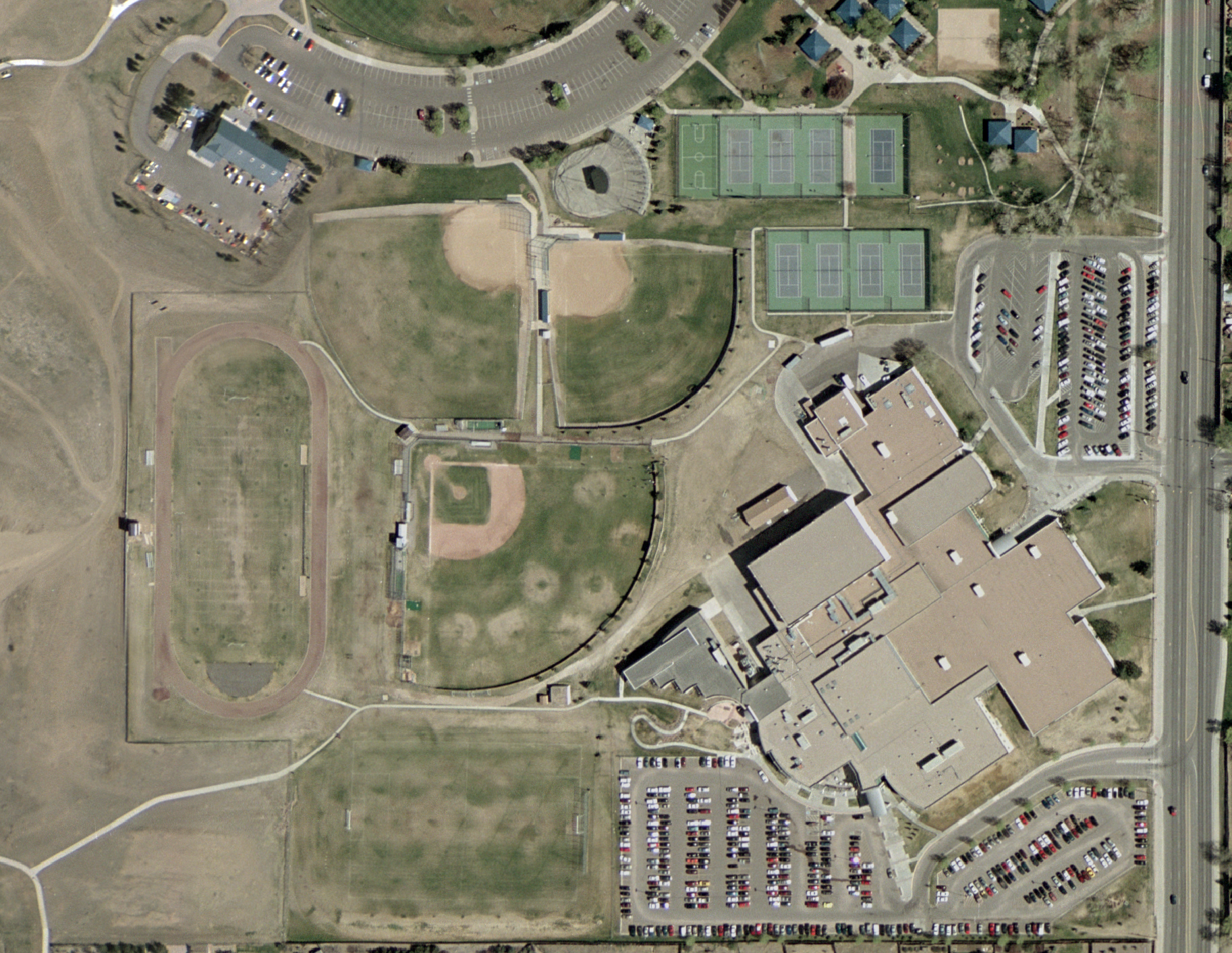
Le lycée de Columbine, théâtre de la première partie du jeu.

Le trame débute le matin du 20 avril 1999, quand Eric Harris est réveillé par sa mère. Harris téléphone à Dylan Klebold, et les deux adolescents se retrouvent dans le sous-sol de Harris. Ils y planifient la pose de bombes qui précédera la fusillade préméditée. Ils évoquent la maltraitance qu’ils subissent à l’école, et expriment leur haine de ceux qu’ils considèrent comme leurs tortionnaires. Harris et Klebold enregistrent une vidéo destinée à leurs parents, s’excusant et leur demandant de ne pas se sentir responsables de ce qui allait suivre. Ils rassemblent leurs armes dans un sac de marin et quittent la maison.
Dans la scène suivante, Harris et Klebold se trouvent devant le lycée. Ils se rendent à la cafétéria pour poser leurs bombes à retardement sans être repérés. Ils se rendent sur une colline, et discutent de leur isolement et de leur ressentiment. Les bombes n’explosent pas, et les adolescents décident d’entrer dans l’école pour tuer autant de personnes que possible. Ils sillonnent le lycée en tuant des innocents, et finissent par se suicider. Un montage de photos défile, avec les cadavres de Harris et Klebold, des lycéens se réconfortant, et des photos d’enfance des deux adolescents.
Après sa mort, Klebold se retrouve en Enfer. Il combat des créatures tirées du jeu vidéo Doom et retrouve Harris. Ils expriment leur excitation à cette chance de vivre leur jeu favori. Ils se retrouvent dans un endroit nommé « l’Île des Âmes perdues ». Ils y rencontrent des personnages de fiction, comme Pikachu, Bart Simpson, Mega Man et Mario ; et des personnalités dont Robert Oppenheimer, JonBenét Ramsey, Malcolm X, Ronald Reagan et John Lennon. Ils remettent un exemplaire de son livre Ecce Homo à Friedrich Nietzsche, et affrontent le Satan de South Park. Ils remportent le combat et sont félicités par Satan pour leurs actes.
Au lycée Columbine se tient une conférence de presse portant sur les meurtres. Certaines paroles caricaturent les propos des politiques qui ont suivi les meurtres. Sont évoqués le plaidoyer en faveur du contrôle des armes à feu, le fondamentalisme religieux, et la responsabilité des médias dans ces meurtres, citant Marilyn Manson et les jeux vidéo.

## Réalisation et système de jeu
Super Columbine Massacre est un jeu de rôle, dans la veine des titres du genre de la quatrième génération. Le joueur contrôle Eric Harris et Dylan Klebold à la troisième personne, en vue de dessus. Lorsque le joueur engage le combat, le jeu bascule à la première personne. Les ennemis sont nommés selon des stéréotypes ou des métiers, comme  « Concierge » ou « Prof de maths ».

## Développement

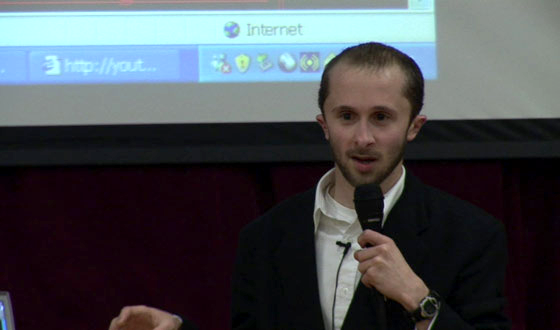
Danny Ledonne, créateur du jeu.

Super Columbine Massacre a été créé par Danny Ledonne, âgé de 17 ans lors de la fusillade de Columbine.

## Réactions
Les premières réactions à Super Columbine Massacre sont globalement négatives, parmi les médias traditionnels et les personnes liées à la fusillade. Le père de l’une des victimes a déclaré que le jeu « le dégoûte. On banalise les actes de deux meurtriers et les vies d’innocents ».